# Bruche
El río Bruche es un corto río de Francia que discurre por la región de Alsacia, un afluente del río Ill en la cuenca del Rin.
Con una longitud de 78 km, tiene su fuente en la comuna de Saales, en la vertiente norte del monte Climont.
Atraviesa la localidad de Mutzig y a su llegada a la comuna de Molsheim se vierte en el canal del Bruche, construido en 1682 por el ingeniero Marqués de Vauban, hasta terminar su recorrido a la altura de Estrasburgo, donde desagua en el río Ill.
El canal del Bruche dispone de 11 esclusas que permiten salvar un desnivel de 29 m de altura a lo largo de un recorrido de 20 km. Su construcción sirvió entonces para permitir el transporte de los materiales pétreos necesarios para la construcción de la ciudadela militar de Estrasburgo.
- Datos: Q746324
- Multimedia: Bruche (France) / Q746324